# Fenimorea
Fenimorea is een geslacht van weekdieren uit de klasse van de Gastropoda (slakken).

## Soorten
- Fenimorea abscondita Fallon, 2016
- Fenimorea alba Fallon, 2016
- Fenimorea biminensis Fallon, 2016
- Fenimorea caysalensis Fallon, 2016
- Fenimorea chaaci (Espinosa & Rolán, 1995)
- Fenimorea contracta Fallon, 2016
- Fenimorea crocea Fallon, 2016
- Fenimorea culexensis Nowell-Usticke, 1969
- Fenimorea elongata Fallon, 2016
- Fenimorea fabae Fallon, 2016
- Fenimorea fucata (Reeve, 1845)
- Fenimorea glennduffyi Fallon, 2016
- Fenimorea janetae Bartsch, 1934
- Fenimorea jongreenlawi Fallon, 2016
- Fenimorea kathyae Tippett, 1995
- Fenimorea mackintoshi Fallon, 2016
- Fenimorea marmarina (Watson, 1881)
- Fenimorea moseri (Dall, 1889)
- Fenimorea nivalis Fallon, 2016
- Fenimorea pagodula (Dall, 1889)
- Fenimorea petiti Tippett, 1995
- Fenimorea phasma (Schwengel, 1940)
- Fenimorea sunderlandi (Petuch, 1987)
- Fenimorea tartaneata Fallon, 2016
- Fenimorea tessellata Fallon, 2016
- Fenimorea tippetti Fallon, 2016